# Tasmaniozaur
Tasmaniosaurus triassicus ("tasmański jaszczur z triasu") jest nazwą gatunkową żyjącego we wczesnym triasie archozauromorfa z grupy Archosauriformes (archozaury sensu lato) i rodziny Proterosuchidae, którego szczątki odkryto w formacji Knocklofty (zachodni Hobart na Tasmanii). Ponieważ szkielet zwierzęcia zachował się całkowicie, stanowi on nalepiej zachowane gadzie szczątki odnalezione na terenie Australii. Jest też jednym z najstarszych znanych gadów odnalezionych na terenie tego kontynentu. Inny przedstawiciel jego rodziny, kalizuch, żył we wczesnym triasie w okolicach dzisieszego Queensland.
Tasmaniozaur miał około metra długości i przypominał z wyglądu chasmatozaura, żyjącego w Chinach i Afryce i będącego być może jego najbliższym krewnym (Thulborn 1979). Jednakże tasmaniozaura odróżnia od innych przedstawicieli Proterosuchidae obecność kości międzyobojczykowej, zatraconej przez jego najbliższych krewnych. Jego skóra nie była zaopatrzona w płytki kostne. Kość przedszczękowa była lekko zakrzywiona. Zęby tasmaniozaura były ostre. Zwierzę mogło żywić się labiryntodontami (odkryto trzy szkielety reprezentantów tej grupy w pobliżu szczątków tasmaniozaura). Przypuszcza się, że Proterosuchidae były wodno-ziemnymi drapienikami, jak dzisiejsze krokodyle.
Z badań Ezcurry (2013) nad budową czaszki tasmaniozaura wynika, że inaczej niż u jego najbliższych żyjących krewnych, tj. ptaków i krokodyli, mógł u niego występować narząd Jacobsona.